# Nittenau
Nittenau je město v německé spolkové zemi Bavorsko, v zemském okrese Schwandorf ve vládním obvodu Horní Falc.
Žije zde přibližně 9 500 obyvatel.